# 的場町 (北九州市)
的場町（まとばまち）は福岡県北九州市八幡西区の町。住居表示実施済み。郵便番号は807-0841。

## 地理
八幡西区の中央部に位置し、北に若葉、東に養福寺町、南に永犬丸東町、西に美原町と接する。

### 湖沼
- 長池

## 地域の特徴
東縁から南縁に沿って国道200号および途中で分岐した県道48号中間引野線が走る。起伏のある地形であり、西部は住宅地。福岡県立八幡南高等学校がある。町内に鉄道駅はないため、最寄りの筑豊電気鉄道永犬丸駅が使われる。

## 歴史
的場池公園内には、かつて1977年（昭和52年）7月に開業した勤労者福祉施設の北九州ハイツがあり、会議や研修，食事や宿泊などに利用されてきたが、2020年（令和2年）3月をもって閉館した。

### 地名の由来
大字引野の字、的場より。

### 沿革
- 1973年（昭和48年）6月1日 - 的場町新設[6]。
- 1974年（昭和49年）4月1日 - 北九州市の行政区再編により、八幡区が八幡西区と八幡東区に分かれ、八幡区的場町は八幡西区的場町となる[7]。

### 町名の変遷
| 実施内容          | 実施年月日               | 実施後 | 実施前                       |
| ----------------- | ------------------------ | ------ | ---------------------------- |
| 町名新設 住居表示 | 1973年（昭和48年）6月1日 | 的場町 | 大字永犬丸，大字引野の各一部 |

## 世帯数と人口
2025年（令和7年）3月31日現在（北九州市発表）の世帯数と人口は以下の通りである。
| 町     | 世帯数  | 人口  |
| ------ | ------- | ----- |
| 的場町 | 292世帯 | 631人 |

### 人口の変遷
国勢調査による人口の推移。
| 1995年（平成7年）  | 803人 | [ 9 ]  |  |
| 2000年（平成12年） | 730人 | [ 10 ] |  |
| 2005年（平成17年） | 670人 | [ 11 ] |  |
| 2010年（平成22年） | 596人 | [ 12 ] |  |
| 2015年（平成27年） | 567人 | [ 13 ] |  |
| 2020年（令和2年）  | 578人 | [ 14 ] |  |

### 世帯数の変遷
国勢調査による世帯数の推移。
| 1995年（平成7年）  | 291世帯 | [ 9 ]  |  |
| 2000年（平成12年） | 274世帯 | [ 10 ] |  |
| 2005年（平成17年） | 260世帯 | [ 11 ] |  |
| 2010年（平成22年） | 241世帯 | [ 12 ] |  |
| 2015年（平成27年） | 232世帯 | [ 13 ] |  |
| 2020年（令和2年）  | 240世帯 | [ 14 ] |  |

## 学区
市立小・中学校に通う場合、学区は以下の通りとなる。
| 町     | 街区 | 小学校                 | 中学校                 |
| ------ | ---- | ---------------------- | ---------------------- |
| 的場町 | 全域 | 北九州市立永犬丸小学校 | 北九州市立永犬丸中学校 |

## 交通

### バス
域内のバス停と系統は以下のとおりである。
| 運行事業者 | 運行事業者   | 西鉄バス北九州 | 西鉄バス北九州 | 西鉄バス北九州 | 西鉄バス北九州 | 西鉄バス北九州 |
| 系統       | 系統         | 57             | 74             | 74-1           | 75             | 150            |
| 停留所     | 的場町       | ○              |                |                |                |                |
| 停留所     | 北九州ハイツ | ○              |                |                |                |                |
| 停留所     | 八幡南高校下 | ○              | ○              | ○              |                |                |
| 停留所     | 養福寺裏     |                | ○              | ○              | ○              | ○              |

### 道路
- 国道200号
- 県道48号中間引野線

## 施設・学校

### 公共施設
- 的場池体育館
- 的場池球場
- 的場池弓道場

### 教育施設
- 福岡県立八幡南高等学校
- 第二文化幼稚園

### 公園
- 的場池公園
- 的場南公園